# Spirany

Wzór spiro[5.5]undekanu

Spirany – grupa związków organicznych, których cząsteczki zawierają dwa pierścienie o wspólnym atomie węgla i leżą w płaszczyznach do siebie prostopadłych. Podstawione pochodne spiranów mogą wykazywać chiralność. Przykładami mogą być: spiro[3.3]heptan, spiro[2.4]heptan, spirobihydantoina, spiropentan.
Spirany mogą występować w postaci różnych izomerów. Jest to związane z mnogością kombinacji takiej samej liczby atomów węgla w gałęziach spiranu.
Nazwy spiranów tworzy się według zaleceń IUPAC w następujący sposób:
- Do nazwy węglowodoru macierzystego (o takiej samej liczbie atomów węgla co nazywany związek) dodaje się przedrostek "spiro-".
- Po przedrostku następują liczby atomów węgla kolejnych pierścieni zmniejszone o liczbę 1 (atom wiążący pierścienie), oddzielone kropką (nie przecinkiem!). Dla spiropentanu nie trzeba wymieniać długości pierścieni, ponieważ posiada on tylko jeden izomer.

Ogólny wzór nazwy dwupierścieniowego spiranu:
"spiro" + "nawias kwadratowy [" + "długość krótszej gałęzi" + "kropka ." + "długość dłuższej gałęzi" + "nawias kwadratowy ]" + "nazwa macierzystego węglowodoru"
przykład:
spiro[4.7]dodekan